# ORP Necko
ORP Necko (639) – polski współczesny trałowiec bazowy projektu 207P, w służbie od 1989 roku. Okręt służy w 12. Dywizjonie Trałowców 8. Flotylli Obrony Wybrzeża w Świnoujściu.

## Projekt i budowa
W połowie lat 60. XX wieku Polska Marynarka Wojenna znacznie rozbudowywała siły przeciwminowe, które liczyły 56 okrętów 5 typów, w tym dwa typu kutrów trałowych. Wraz z końcem lat 60. w Dowództwie Marynarki Wojennej (DMW) zrodziła się koncepcja budowy nowego typu trałowca redowego. W tym celu podjęto i przeprowadzono wiele analiz technicznych tak, że w 1968 roku opracowano wstępne wymagania taktyczno-techniczne nowych okrętów, których kadłuby miały być drewniane. Wkrótce jednak zarzucono tę koncepcję i rozpoczęto szereg prac naukowo-badawczych z zakresu konstrukcji i technologii okrętów z laminatów poliestrowo-szklanych (LPS), wyposażenia trałowego, czy też minimalizacji pól fizycznych. Na początku 1970 roku w Biurze Projektowo-Konstrukcyjnym Stoczni Północnej im. Bohaterów Westerplatte w Gdańsku, rozpoczęto prace projektowe nad nową jednostką małomagnetycznego trałowca redowego. Rolę głównego konstruktora sprawował mgr inż. Roman Kraszewski, którego później zastąpił mgr inż. Janusz Jasiński. Z ramienia Szefostwa Budowy Okrętów DMW nadzór sprawował kmdr Kazimierz Perzanowski. W tym samym roku ukończono analizę taktyczno-techniczno-ekonomiczną okrętu, który otrzymał numer projektowy 207 i jawny kryptonim Indyk.
Jednostka prototypowa, nosząca oznaczenie typ 207D ORP „Gopło”, została zwodowana 16 kwietnia 1981 w Stoczni Marynarki Wojennej w Gdyni. ORP Necko był dziewiątą jednostką z serii 207P, zwodowano go 21 listopada 1988 w Stoczni Marynarki Wojennej w Gdyni.
Okręt wziął swoją nazwę od jeziora rynnowego Necko, położonego na Równinie Augustowskiej.

## Opis
ORP „Necko” jest trałowcem bazowym projektu 207P (typu Gardno), zbudowane w Stoczni Marynarki Wojennej w Gdyni. Jest to jednostka małomagnetyczna, przeznaczona do poszukiwania i niszczenia min kontaktowych i niekontaktowych postawionych w zagrodach minowych lub pojedynczo. Ograniczenie pola magnetycznego osiągnięto głównie dzięki zastosowaniu w konstrukcji kadłuba i pokładówki laminatu poliestrowo-szklanego.

## Służba
ORP „Necko” do służby w Marynarce Wojennej został przyjęty 9 maja 1989 roku. Jednostka weszła do składu 12 Dywizjonu Trałowców 8 Flotylli Obrony Wybrzeża w Świnoujściu.
W dniach 25-30 sierpnia 1995 roku wraz z trałowcami OORP „Gardno”, „Nakło” i zbiornikowcem ORP „Bałtyk” wzięły udział w polsko-holenderskich ćwiczeniach na Morzu Północnym. Na początku lipca 1996 roku jednostka wzięła udział w polsko-niemieckich ćwiczeniach typu PASSEX, wraz z trałowcem ORP „Dąbie” oraz okrętem ratowniczym ORP „Semko”, zaś 5 lipca 1996 „Dąbie” brał udział w obchodach święta Flotylli Kutrów Rakietowych Bundesmarine w Warnemünde, wraz z okrętem ORP „Toruń”.
W dniach 21-23 października 1999 okręt wziął udział w polsko-niemieckich ćwiczeniach typu "PASSEX". W ćwiczeniu wzięły udział okręty: niemiecki zaopatrzeniowiec "Werro", okręty obrony przeciwminowej "Wolsburg", "Cuxshaven", "Dueren", zaś ze strony polskiej były to trałowce ORP „Sarbsko” i ORP „Resko”.
W dniach 9-13 października 2002 roku ORP „Necko” wraz z bliźniaczymi trałowcami „Gardno”, „Nakło” i „Drużno” brał udział w operacji przeciwminowej w Zatoce Pomorskiej z okrętami duńskimi w ramach ćwiczeń Passex 2002. W 2008 roku okręt wziął udział w ćwiczeniach taktycznych 8 Flotylli Obrony Wybrzeża.
W 2015 roku okręt brał udział w ćwiczeniach Okrętowej Grupy Zadaniowej 8. FOW, wraz z trałowcami ORP „Wicko” i ORP „Wigry”, okrętami transportowo-minowymi ORP„ Lublin” i ORP „Toruń”, i kutrem transportowym KTr 852, zbiornikowcem Z-8 oraz holownikiem H-6.
Brał udział w ćwiczeniach BALTOPS w czerwcu w latach: 1996, 2010, 2024 (zestawienie może być niepełne).
W 2024 roku dowódcą był kmdr ppor. Kamil Kalina.